# Provincia di Loja
Loja è una provincia dell'Ecuador di 404 835 abitanti, che ha come capoluogo la città omonima.

## Cantoni
La Provincia di Loja comprende 16 cantoni:
|  | Cantone      | Pop. (2010) | Superf. (km²) | Capoluogo    |
|  | ------------ | ----------- | ------------- | ------------ |
|  | Calvas       | 28.185      | 855           | Cariamanga   |
|  | Catamayo     | 30.638      | 649           | Catamayo     |
|  | Celica       | 14.468      | 518           | Celica       |
|  | Chaguarpamba | 7.161       | 312           | Chaguarpamba |
|  | Espíndola    | 14.799      | 521           | Amaluza      |
|  | Gonzanamá    | 12.716      | 1.272         | Gonzanamá    |
|  | Loja         | 214.855     | 1.928         | Loja         |
|  | Macará       | 19.018      | 578           | Macará       |
|  | Olmedo       | 4.870       | 109           | Olmedo       |
|  | Paltas       | 23.801      | 1.124         | Catacocha    |
|  | Pindal       | 8.645       | 194           | Pindal       |
|  | Puyango      | 15.513      | 643           | Puyango      |
|  | Quilanga     | 4.337       | 238           | Quilanga     |
|  | Saraguro     | 30.183      | 1.080         | Saraguro     |
|  | Sozoranga    | 7.465       | 412           | Sozoranga    |
|  | Zapotillo    | 12.312      | 1.238         | Zapotillo    |